# بافيل فربا
هو مدرب كرة قدم يدرب حاليا منتخب التشيك
بافيل فربا (بالتشيكية: Pavel Vrba)‏ ولد في 6 ديسمبر عام 1963 في بريروف في تشيكوسلوفاكيا , هو مدرب كرة قدم تشيكي ولاعب سابق .
كلاعب كرة قدم فربا لعب لعدة أندية، أفضل نادي لعب به هو نادي بانيك أوسترافا . كمدرب قاد فرق من تشيكيا وأيضا فرق من سلوفاكيا .
فاز فربا في الدوري السلوفاكي مع نادي زيلينا في موسم 2006-2007 . فربا درب نادي فيكتوريا بيلزن التشيكي . فربا معروف
بلعبه بطريقة كرة قدم هجومية في الفرق التي دربها . في عام 2010 قاد نادي فيكتوريا بيلزن بالفوز في بطولة الجمهورية التشيكية لكرة القدم
لأول مرة تاريخ النادي التشيكي . أختير فربا كأفضل مدرب في تشيكيا في عام 2010 . في موسم 2010-2011 حقق فربا مع نادي فيكتوريا بيلزن
الدوري التشيكي أي دوري الــ Gambrinus لأول مرة في تاريخ النادي .
درب فرق عديدة وهي : بريروف التشيكوسلوفاكي، بوشوف السلوفاكي، زيلينا السلوفاكي، فيكتور بيلزن التشيكي حاليا .
كما كان مساعد مدرب في : بانيك أوسترافا التشيكي، وأيضا كان مساعد مدرب في منتخب سلوفاكيا .

## روابط خارجية
- بافيل فربا على موقع الاتحاد الأوربي (الإنجليزية)
- بافيل فربا على موقع قاعدة بيانات كرة القدم.إي يو (الإنجليزية)
- بافيل فربا على موقع Soccerbase.com (مدرب) (الإنجليزية)
- بافيل فربا على موقع Soccerway.com (الإنجليزية)
- بافيل فربا على موقع عالم كرة القدم.نت (الإنجليزية)
- بافيل فربا على موقع كووورة